# زقزاق
زقزاق أو خوَّاف (الاسم العلمي:Charadrius) هو جنس من الطيور يتبع فصيلة الزقزاقية من رتبة الزقزاقيات.

## قائمة أنواع الزقزاق
يوجد عدة أنواع من جنس الزقزاق:
- زقزاق اسكندراني (الاسم العلمي:Charadrius alexandrinus)
- زقزاق الأعالي (الاسم العلمي:Charadrius alticola)
- زقزاق الرمل الصغير (الاسم العلمي:Charadrius mongolus)
- زقزاق الرمل الكبير (الاسم العلمي:Charadrius leschenaultii)
- زقزاق أحمر الرأس (الاسم العلمي:Charadrius ruficapillus)
- زقزاق أحمر الصدر (الاسم العلمي:Charadrius modestus)
- زقزاق أوراسي (الاسم العلمي:Charadrius morinellus)
- زقزاق باهت (الاسم العلمي:Charadrius pallidus)
- زقزاق ثلاثي الطوق (الاسم العلمي:Charadrius tricollaris)
- زقزاق ثلجي (الاسم العلمي:Charadrius nivosus)
- زقزاق ثنائي الطوق (الاسم العلمي:Charadrius bicinctus)
- زقزاق جاوي (الاسم العلمي:Charadrius javanicus)
- زقزاق جبلي (الاسم العلمي:Charadrius montanus)
- زقزاق جنوبي (الاسم العلمي:Charadrius australis)
- زقزاق راعي (الاسم العلمي:Charadrius pecuarius)
- زقزاق سانت هيلين (الاسم العلمي:Charadrius sanctaehelenae)
- زقزاق شادي (الاسم العلمي:Charadrius melodus)
- زقزاق شبراحي (الاسم العلمي:Charadrius semipalmatus)
- زقزاق صياح (الاسم العلمي:Charadrius vociferus)
- زقزاق طوقي (الاسم العلمي:Charadrius collaris)
- زقزاق طويل المنقار (الاسم العلمي:Charadrius placidus)
- زقزاق غامض (الاسم العلمي:Charadrius dubius)
- زقزاق فوربسي (الاسم العلمي:Charadrius forbesi)
- زقزاق فوكلاندي (الاسم العلمي:Charadrius falklandicus)
- زقزاق قزويني (الاسم العلمي:Charadrius asiaticus)
- زقزاق ماليزي (الاسم العلمي:Charadrius peronii)
- زقزاق مدغشقري (الاسم العلمي:Charadrius thoracicus)
- زقزاق مشرقي (الاسم العلمي:Charadrius veredus)
- زقزاق مطوق (الاسم العلمي:Charadrius hiaticula)
- زقزاق نيوزيلاندي (الاسم العلمي:Charadrius obscurus)
- زقزاق هامشي (الاسم العلمي:Charadrius marginatus)

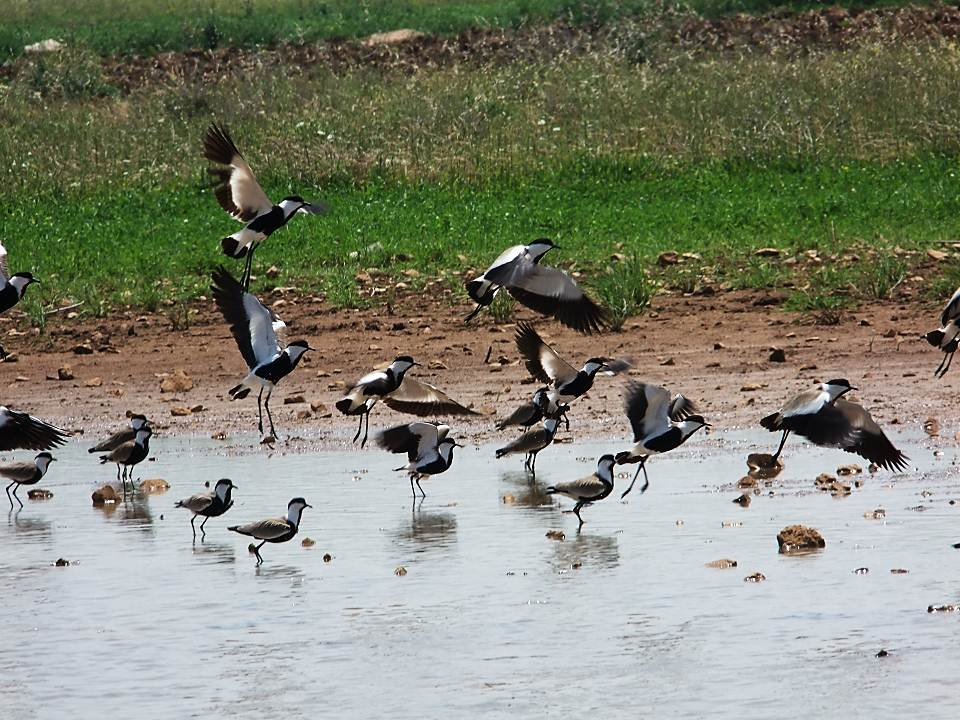
تبين الصورة سرب من طيور الزقزاق

- تبين الصورة سرب من طيور الزقزاق زقزاق ويلسوني (الاسم العلمي:Charadrius wilsonia)